# Cristina Umaña
Cristina Umaña (Ibagué,Tolima, 24 de dezembro de 1974) é uma actriz colombiana.
Conhecida por interpretar Judy Moncada em Narcos e Bruna em El Capo. Estudou teatro no Centro de Educación Artística de Televisa (1993-1995). Em Colômbia, foi protagonista das telenovelas  Yo amo a Paquita Gallego e La mujer del presidente.

## Filmografia

### Televisão
| Ano       | Título                    | Personagem                       |
| --------- | ------------------------- | -------------------------------- |
| 1994-1995 | Oro                       | Nany                             |
| 1996      | Cartas a Harrison         | Marisela Mendoza                 |
| 1996-1997 | Mascarada                 | Rebeca Ruiz                      |
| 1997-1998 | La mujer del presidente   | Robin Mireya Galeano             |
| 1998-1999 | Yo amo a Paquita Gallego  | Paquita Gallego                  |
| 1999      | Amores como el Nuestro    | Luz Helena Salazar               |
| 2000-2001 | Traga maluca              | Paloma Sandoval                  |
| 2002      | Siete veces Amada         | Amada Farías                     |
| 2003-2004 | Punto de giro             | Bibiana de Bonilla               |
| 2004-2005 | Todos quieren con Marilyn | Lorenza Pachón                   |
| 2005-2006 | Vuelo 1503                | Emilia Fernández                 |
| 2007-2008 | Tiempo final              | Gabriela "Ep1: Mano a mano"      |
| 2007-2008 | Tiempo final              | Silvia "Ep23: El casting"        |
| 2007-2008 | Tiempo final              | Carolina "Ep26: Bomba tres"      |
| 2008      | Mujeres asesinas          | Irma "Ep: Irma, la de los peces" |
| 2008      | Sin retorno               | Eva Moreno "Ep1: Cruces"         |
| 2008-2009 | La dama de Troya          | Patricia Cruz                    |
| 2008-2010 | Capadocia                 | Consuelo Ospino "La colombiana"  |
| 2012      | ¿Dónde está Elisa?        | Adelaida Jiménez de León         |
| 2012-2014 | El capo                   | Bruna                            |
| 2014-2015 | Los graduados             | Sandra Méndez                    |
| 2013-2015 | Cumbia Ninja              | Coqui (Esposa de León Carbajal)  |
| 2015-2016 | Sala de urgencias         | Dr. Susana Londoño               |
| 2016-2017 | Narcos                    | Judy Moncada                     |
| 2018-2019 | Distrito salvaje          | Daniela León                     |
| 2019      | Jack Ryan                 | Gloria Bonalde                   |
| 2020      | La casa de las flores     | Kim                              |

## Prêmios
- Premios TvyNovelas- melhor atriz antagônica, 2005
- Premios TvyNovelas- melhor atriz, 1999
- Premios TvyNovelas- melhor atriz secundária, 1999
- Festival Internacional de Cine de Cartagena,  1998
- Premios Shocks- melhor atriz nova com, 1998

## Ligações Externas
- Website Oficial
- Cristina Umaña. no IMDb.